# 大汤普森河
大汤普森河（英語：Big Thompson River）是南普拉特河的一条支流，长约123公里，位于美国科罗拉多州。